# Svjetski kup u dvoranskom hokeju za žene 2007.
Svjetski kup u dvoranskom hokeju za žene 2007. godine se održao u Beču u Austriji.
Održao se od 14. do 18. veljače 2007., usporedno s muškim SP-om u dvoranskom hokeju.
Susreti su se igrali u dvorani Wiener Stadthalle.
Krovna međunarodna organizacija za ovo natjecanje je bila FIH.

## Sudionice
Sudionice su bile iduće djevojčadi: Češka, Italija, Škotska, Ukrajina, Australija, Njemačka, Bjelorusija, Kanada, Nizozemska, Austrija, JAR i Španjolska.

## Natjecateljski sustav
Natjecanje se odvija po jednostrukom ligaškom sustavu. 

Šesti iz obiju skupina igraju međusobno za 11. mjesto, peti iz obiju skupina igraju međusobno za 9. mjesto, četvrti iz obiju skupina igraju međusobno za 7. mjesto, treći iz obiju skupina igraju međusobno za 5. mjesto.

Prve dvije djevojčadi na ljestvici u objema skupinama odlaze u borbu za odličja, koja se igra po kup-sustavu, pri čemu poluzavršnicu unakrižno igraju prvi i drugi u skupini. Poraženi u poluzavršnici igraju susret za brončano odličje, a pobjednici u poluzavršnici igraju susret za zlatno odličje.

## Krug po skupinama

### Skupina "A"
| Br. ut. – Nadnevak – Satnica   | Sastav 1   | Sastav 2   | Rezultat |
| ------------------------------ | ---------- | ---------- | -------- |
| 01 – 14. veljače 2007. – 08:30 | Češka      | Ukrajina   | 2:7      |
| 02 – 14. veljače 2007. – 09:35 | Škotska    | Italija    | 6:5      |
| 03 – 14. veljače 2007. – 11:10 | Australija | Njemačka   | 0:12     |
| 07 – 14. veljače 2007. – 15:25 | Češka      | Australija | 1:4      |
| 08 – 14. veljače 2007. – 17:00 | Ukrajina   | Škotska    | 10:4     |
| 09 – 14. veljače 2007. – 18:05 | Njemačka   | Italija    | 13:1     |
| 13 – 15. veljače 2007. – 09:35 | Škotska    | Australija | 2:2      |
| 14 – 15. veljače 2007. – 11:10 | Njemačka   | Češka      | 8:2      |
| 15 – 15. veljače 2007. – 12:15 | Italija    | Ukrajina   | 3:5      |
| 19 – 15. veljače 2007. – 17:00 | Australija | Italija    | 5:3      |
| 20 – 15. veljače 2007. – 17:35 | Ukrajina   | Njemačka   | 2:10     |
| 22 – 15. veljače 2007. – 19:45 | Škotska    | Češka      | 5:1      |
| 25 – 16. veljače 2007. – 11:40 | Ukrajina   | Australija | 8:5      |
| 26 – 16. veljače 2007. – 13:15 | Njemačka   | Škotska    | 13:0     |
| 27 – 16. veljače 2007. – 14:15 | Italija    | Češka      | 1:1      |

Završni poredak skupine "A":
| Poredak | Djevojčad  | Ut. | Pb | N | Pz | Ps:Pr | RP   | Bod |
| ------- | ---------- | --- | -- | - | -- | ----- | ---- | --- |
| 1.      | Njemačka   | 5   | 5  | 0 | 0  | 56:5  | + 51 | 15  |
| 2.      | Ukrajina   | 5   | 4  | 0 | 1  | 32:24 | + 8  | 12  |
| 3.      | Australija | 5   | 2  | 1 | 2  | 16:26 | - 10 | 7   |
| 4.      | Škotska    | 5   | 2  | 1 | 2  | 17:31 | - 14 | 7   |
| 5.      | Italija    | 5   | 0  | 1 | 4  | 13:30 | - 17 | 1   |
| 6.      | Češka      | 5   | 0  | 1 | 4  | 7:25  | - 18 | 1   |

### Skupina "B"
| Br. ut. – Nadnevak – Satnica   | Sastav 1    | Sastav 2    | Rezultat |
| ------------------------------ | ----------- | ----------- | -------- |
| 04 – 14. veljače 2007. – 11:45 | Bjelorusija | Kanada      | 6:3      |
| 05 – 14. veljače 2007. – 13:20 | Nizozemska  | Austrija    | 6:2      |
| 06 – 14. veljače 2007. – 13:55 | JAR         | Španjolska  | 2:4      |
| 10 – 14. veljače 2007. – 17:45 | JAR         | Nizozemska  | 2:4      |
| 11 – 14. veljače 2007. – 20:15 | Austrija    | Kanada      | 4:2      |
| 12 – 15. veljače 2007. – 08:30 | Bjelorusija | Španjolska  | 1:3      |
| 16 – 15. veljače 2007. – 12:50 | Nizozemska  | Kanada      | 4:2      |
| 17 – 15. veljače 2007. – 13:20 | Španjolska  | Austrija    | 5:3      |
| 18 – 15. veljače 2007. – 13:55 | Bjelorusija | JAR         | 7:1      |
| 21 – 15. veljače 2007. – 19:10 | Austrija    | JAR         | 5:0      |
| 23 – 16. veljače 2007. – 09:30 | Kanada      | Španjolska  | 0:2      |
| 24 – 16. veljače 2007. – 11:05 | Nizozemska  | Bjelorusija | 5:2      |
| 28 – 16. veljače 2007. – 15:50 | Španjolska  | Nizozemska  | 3:5      |
| 29 – 16. veljače 2007. – 16:55 | Austrija    | Bjelorusija | 2:3      |
| 30 – 16. veljače 2007. – 17:30 | Kanada      | JAR         | 4:3      |

Završni poredak skupine "B":
| Mj. | Sastav      | Ut | Pb | N | Pz | Ps:Pr | RP   | Bod |
| --- | ----------- | -- | -- | - | -- | ----- | ---- | --- |
| 1.  | Nizozemska  | 5  | 5  | 0 | 0  | 24:11 | + 13 | 15  |
| 2.  | Španjolska  | 5  | 4  | 0 | 1  | 17:11 | + 6  | 12  |
| 3.  | Bjelorusija | 5  | 3  | 0 | 2  | 19:14 | + 5  | 9   |
| 4.  | Austrija    | 5  | 2  | 0 | 3  | 16:16 | 0    | 6   |
| 5.  | Kanada      | 5  | 1  | 0 | 4  | 11:19 | - 8  | 3   |
| 6.  | JAR         | 5  | 0  | 0 | 5  | 8:24  | - 16 | 0   |

## Susreti za poredak

#### Za 11. mjesto
| Br. ut. - Nadnevak - Satnica   | Sastav 1 | Sastav 2 | Rezultat |
| ------------------------------ | -------- | -------- | -------- |
| 31 – 17. veljače 2007. – 12:00 | Češka    | JAR      | 5:1      |

#### Za 9. mjesto
| Br. ut. - Nadnevak - Satnica   | Sastav 1 | Sastav 2 | Rezultat      |
| ------------------------------ | -------- | -------- | ------------- |
| 32 – 17. veljače 2007. – 10:00 | Italija  | Kanada   | 2:2 (2:3, 7m) |

#### Za 7. mjesto
| Br. ut. - Nadnevak - Satnica   | Sastav 1 | Sastav 2 | Rezultat |
| ------------------------------ | -------- | -------- | -------- |
| 33 – 17. veljače 2007. – 12:40 | Škotska  | Austrija | 1:3      |

#### Za 5. mjesto
| Br. ut. - Nadnevak - Satnica   | Sastav 1   | Sastav 2    | Rezultat |
| ------------------------------ | ---------- | ----------- | -------- |
| 36 – 18. veljače 2007. – 09:00 | Australija | Bjelorusija | 4:5      |

### Završnica
|  | Poluzavršnica                 | Poluzavršnica                 |   |                               | Završnica                     | Završnica |
|  |                               |                               |   |                               |                               |           |
|  | 34 – 17. veljače 2007.– 15:20 |                               |   |                               |                               |           |
|  | Nizozemska                    | 8                             |   |                               |                               |           |
|  | Ukrajina                      | 0                             |   |                               |                               |           |
|  |                               |                               |   |                               |                               |           |
|  |                               |                               |   |                               | 38 – 18. veljače 2007.– 14:20 |           |
|  |                               |                               |   |                               | Nizozemska                    | 4         |
|  |                               | Španjolska                    | 2 |                               |                               |           |
|  |                               |                               |   |                               |                               |           |
|  |                               |                               |   |                               |                               |           |
|  |                               |                               |   |                               | susret za treće mjesto        |           |
|  | 35 – 17. veljače 2007.– 18:00 | 35 – 17. veljače 2007.– 18:00 |   | 37 – 18. veljače 2007.– 11:40 | 37 – 18. veljače 2007.– 11:40 |           |
|  | Njemačka                      | 3                             |   | Ukrajina                      | 2                             |           |
|  | Španjolska                    | 4                             |   |                               | Njemačka                      | 5         |

## Vanjske poveznice
- Službene stranice  Arhivirana inačica izvorne stranice od 19. siječnja 2008. (Wayback Machine)
- FIH